# Het verhaal van Er

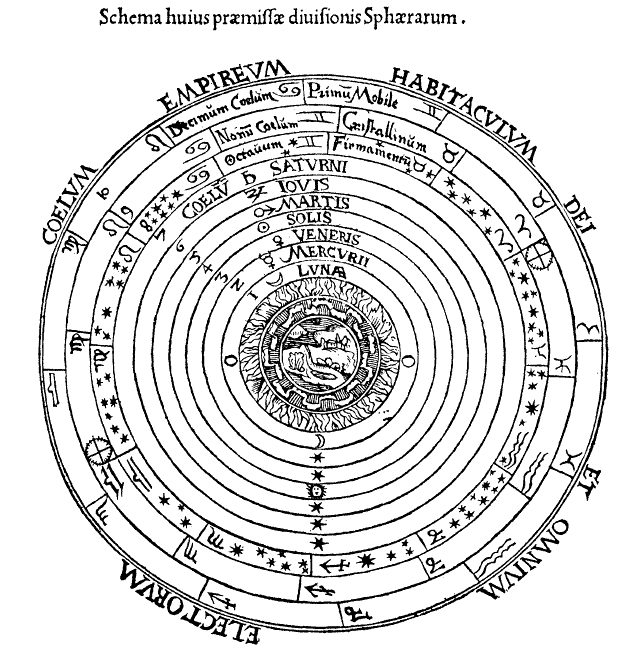
Klassieke voorstelling van de 'sferen'.

Het verhaal van Er is het laatste hoofdstuk van het boek Staat, (10.614-10.621) geschreven door de Griekse filosoof Plato rond 360 v.Chr. Deze eschatologische mythe  vertelt het verhaal van een soldaat, Er genaamd, die sneuvelt in de strijd.  Als tien dagen later zijn lichaam wordt opgehaald is het niet ontbonden, en nog twee dagen later komt Er voor de brandstapel van zijn begrafenis terug tot leven. Hij vertelt dan over zijn reis in het leven na de dood, over reïncarnatie en de hemelse sferen in het astrale vlak. Met het verhaal introduceert Plato bij monde van Socrates het idee dat morele mensen na de dood beloond worden en dat immorele mensen gestraft worden. 

## Het verhaal
Met vele andere zielen als zijn metgezellen kwam Er in een  ontzagwekkende plaats met vier openingen, twee in en uit de hemel en twee in en uit de aarde. Rechters zaten tussen deze openingen en bevalen de zielen welke weg ze dienden te volgen: de goede werden geleid naar het pad in de hemel, de immorele werden naar beneden geleid. Toen Er echter de rechters benaderde, werd hem gezegd te blijven waar hij was. Hij moest luisteren en observeren om het verslag van zijn ervaringen aan de mensheid te kunnen meedelen. 
Ondertussen zweefden vanuit de andere opening in de hemel zuivere zielen naar omlaag en zij verhaalden over mooie zichten en wonderlijke gevoelens. Anderen, die uit de aarde terugkeerden, zagen er vuil, moe en verwilderd uit en huilden in wanhoop toen ze hun verhaal deden. Ieder was verplicht geweest om een tienvoudige straf te ondergaan voor alle immorele daden die ze tijdens hun leven hadden begaan. Sommigen onder hen, zoals moordenaars en tirannen, waren gedoemd om voor eeuwig bij de uitgang van de onderwereld te blijven, niet bij machte te ontsnappen.
Na zeven dagen verblijf in het vlakke grasland moesten Er en de zielen verder reizen en ze bereikten na vier dagen een plaats waar ze een regenboog zagen, helderder dan ze ooit hadden aanschouwd. Na nog een dag reizen bereikten ze hun doel: het Spinrokken van Noodzakelijkheid. Verschillende vrouwen waaronder Vrouwe Noodzakelijkheid, haar dochters en de sirenes waren aanwezig.

## Het Spinrokken van Noodzakelijkheid
De mythe maakt melding van het 'Spinrokken (of troon) van Noodzakelijkheid'. Daarbij wordt de kosmos voorgesteld als een spinrokken, bewaakt door sirenes en de drie dochters van de godin Noodzakelijkheid, samen gekend onder de naam de drie schikgodinnen. Het is hun taak om het spinrokken draaiende te houden. De schikgodinnen, sirenes en het spinrokken worden in de Staat opgevoerd, gedeeltelijk, om te kunnen verklaren hoe de hemelse lichamen 'rond de aarde ' draaiden, volgens Plato's opvatting van kosmologie en astronomie.
Plato identificeert omheen het spinrokken acht perfect cirkelvormige banen die de planeten om de aarde beschrijven. Bij Aristoteles vinden we dit astronomisch model ook terug in zijn beschrijving van de acht planetaire sferen: (de aarde is het centrum van het model)
- Baan 1 - Maan
- Baan 2 - Mercurius
- Baan 3 - Venus
- Baan 4 - Zon
- Baan 5 - Mars
- Baan 6 - Jupiter
- Baan 7 - Saturnus
- Baan 8 - Sterren

De beschrijving van de banen van deze hemellichamen is vanuit geocentrisch perspectief, waarbij de snelheid van de respectieve lichamen gerelateerd is aan de waarnemer op aarde. Vanuit het perspectief van de waarnemer is bijvoorbeeld de maan het snelst bewegend lichaam, en de sterren 'bewegen' - vanwege hun afstand tot de aarde  - het traagst ten opzichte van diezelfde waarnemer.

## Moraal van het verhaal
In deze 'dialoog' introduceert Socrates het verhaal door aan zijn gesprekspartner Glauco uit te leggen dat de ziel onsterfelijk moet zijn. De ziel kan niet beschadigd of vernield worden door immoraliteit op de manier dat voedsel bederft en verdwijnt als het slecht wordt. Ook uitwendige oorzaken zoals ziekte kunnen de ziel niet deren. Socrates vertelt de Mythe van Er om duidelijk te maken dat het leiden van een moreel leven zelfs na de dood voordelig is en dat het tegengestelde voor immorele mensen evenzeer waar is.